# Mark-8

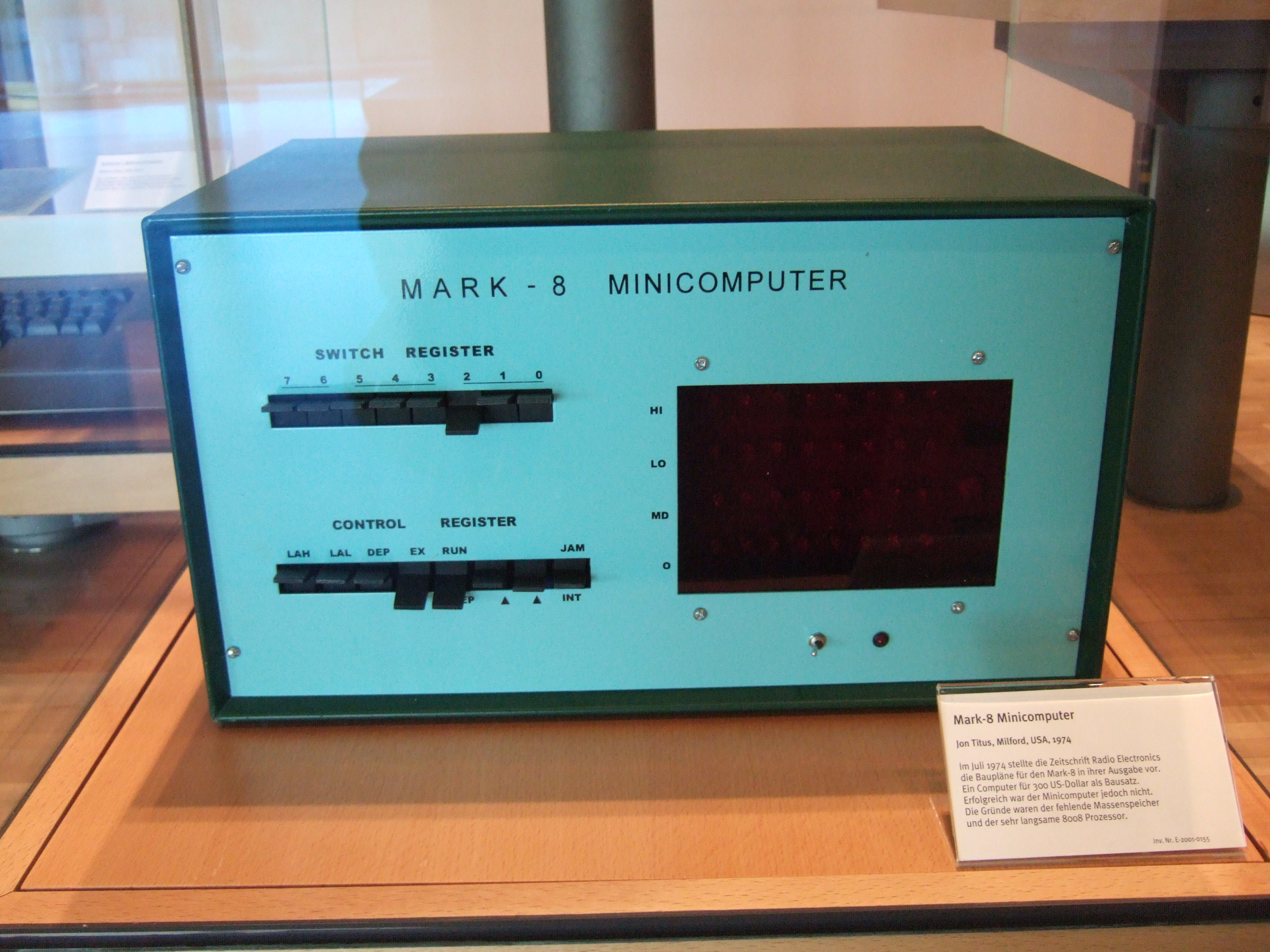
Mark-8.

El  Mark-8  va ser un disseny de microordinador de 1974, basat en el CPU Intel 8008 (que va ser el primer microprocessador de 8 bits del món). El Mark-8 va ser dissenyat per l'estudiant graduat Jonathan Titus i anunciat com a 'kit de muntatge' (loose kit) en l'edició de juliol de 1974 de la revista Radio-Electronics.

## Kit del projecte
El Mark-8 es va presentar com un projecte 'faci-ho vostè mateix' en l'article de coberta de Ràdio-Electronics de juliol de 1974, oferint un llibret (fullet) per 5$ amb els diagrames de la placa de circuit imprès i les descripcions del projecte de construcció, amb el mateix Titus encarregant packs de circuits impresos per 50$ a una companyia de New Jersey per al lliurament als aficionats. Els constructors anticipats del Mark-8 van haver de recol·lectar les diferents parts electròniques d'un nombre diferent de llocs. Probablement es van vendre un parell de milers de llibrets i alguns centenars de plaques de circuit imprès.
Ràdio-Electronics va publicitar el Mark-8 com 'el seu miniordinador personal'. Això es pot entendre fàcilment considerant que la revolució del microordinador encara no havia succeït, la paraula 'microordinador' estava lluny de ser popular. Així, a l'anunci del seu kit d'ordinador, els redactors van col·locar d'una manera absolutament natural al Mark-8 en la mateixa categoria que els miniordinadors d'aquell temps.

## Influències
Encara que no va ser un èxit comercial, el Mark-8 va animar als editors de la revista Popular Electronics a considerar publicar un projecte de microordinador similar però més fàcilment accessible i, només sis mesos després, el gener de 1975, van realitzar el seu pla anunciant l'Altair 8800.